# Пенсионная схема
Пенсионная схема (пенсионный план) — свод правил, определяющих порядок взносов в пенсионный фонд и выплат из фонда. Пенсионная схема указывается в правилах фонда. Один и тот же фонд может предлагать несколько схем, которые могут индивидуальными (для индивидуального участника) или групповыми (например, для работодателя, который делает взносы за своих работников). 
Выбор пенсионной схемы основывается на результатах актуарных расчетов, осуществляемых профессиональным актуарием.

## Характеристики схем
В описании пенсионной схемы обычно указывается:
- порядок внесения пенсионных взносов, их размеры, периодичность, продолжительность;
- порядок ведения пенсионных счетов;
- методика актуарных расчетов обязательств фонда, взносов, выплат, выкупных сумм;
- порядок получения негосударственных пенсий, их размеры, периодичность, продолжительность выплат;
- условия реализации пенсионной схемы в случае смерти участника;
- порядок расчета выкупных сумм.

## Виды пенсионных схем
Пенсионные схемы можно классифицировать по нескольким признакам. Конкретная пенсионная схема может иметь несколько признаков. Например, в США наиболее популярной пенсионной схемой является план 401(k), представляющий собой индивидуальный накопительный пенсионный план с установленными взносами.

### Наличие резерва
В зависимости от наличия резерва различают фондируемые и нефондируемые (pay-as-you-go) схемы. В первом случае страховой резерв создается, а во втором нет. Первые используются в основном государством, а вторые являются негосударственными. Наличие резерва обеспечивает выплату пенсий и снижает вероятность финансовых затруднений. При отсутствии резерва устойчивость работы фонда зависит от финансовой стабильности учредителя. В случае государственного пенсионного фонда выплата пенсий зависит от состояния бюджета и внебюджетного пенсионного фонда.

### Состав участников
В зависимости от состава участников различают непроизводственные и производственные. В первом случае участники фонда не являются членами одного производственного коллектива, а во втором являются. 

### Собственник средств фонда
В зависимости от собственника средств фонда различают страховые и трастовые. В первом случае собственником является страховая компания, а во втором участники фонда.

### Метод определения пенсии
В зависимости от метода определения пенсии индивидуальное и групповое страхование пенсии. Схемы различаются в зависимости от того, как выполняется принцип эквивалентности в отношении участников схемы. Например, если взносы платит сам участник, то средства аккумулируются на именном пенсионном счете. Если взносы платит работодатель, то средства могут  аккумулироваться на солидарном пенсионном. Тогда пенсия может соответствовать либо взносам в отношении каждого участника, либо в отношении всех участников сразу. В первом случае говорят об индивидуальной схеме, а во втором — о групповой. 

### Степень определенности величины пенсии
По степени определенности величины пенсии различают схемы с установленными взносами и установленными выплатами. В первом случае взносы работника и работодателя фиксированы, а размер пенсии определяется в момент достижения пенсионного возраста в зависимости от накопленной суммы. Во втором случае размер пенсии и взносов участника оговорен заранее, а размер выплат работодателя корректируется периодически с помощью актуарного расчета. Пенсионная схема может также предусматривать индексацию взносов и выплат в зависимости от темпов инфляции или других факторов.

### Длительность выплат
В зависимости от длительности выплат различают пожизненную схему выплат, схему выплат в течение ряда лет и пенсионную схему выплат до исчерпания средств на пенсионном счете. Из названий этих схем понятно, что при использовании пожизненной схемы пенсии выплачиваются в течение жизни участника НПФ и прекращаются после его смерти. Схема в течение ряда лет применяется для обеспечения пенсионных выплат в течение заранее заданного периода времени. При использовании последней из указанных схем выплаты прекращаются при исчерпании средств на пенсионном счете участника.

### Учет вероятности дожития
В зависимости от учета вероятности дожития в расчетах обязательств различают сберегательные и страховые схемы. В первом случае вероятность учитывается, а во втором нет. Возможно также сочетание обеих схем, когда на этапе накопления применяется сберегательная схема, а на этапе выплат пенсий — страховая.

### Использование взносов
В зависимости от использования текущих взносов различают распределительную и накопительную схемы. В распределительной схеме текущие взносы используются для выплаты пенсий нынешним пенсионерам. В накопительной схеме взносы накапливаются и инвестируются с целью создания резерва для будущих выплат. Обычно распределительные схемы используются в рамках государственного пенсионного обеспечения. Негосударственные фонды основываются на накопительных принципах.

## Актуарные расчеты
Выбор схемы тесно связан с оценкой будущих финансовых обязательств пенсионного фонда. Выполнение этих обязательств должно обеспечиваться текущими взносами и/или инвестиционным доходом от накопленных средств. Будущие доходы и будущие обязательства зависят от особенностей схемы, а также от состояния экономики, демографических тенденций, ситуации на финансовых рынках и других факторов. Поэтому для обеспечения устойчивости фонда и работоспособности пенсионной схемы требуется специальная оценка величины активов и обязательств. Оценку осуществляет профессиональный актуарий, который использует актуарные модели, специально предназначенные для учета факторов времени и риска. Актуарии выполняют следующие функции:
- разработка пенсионных схем, которые будут представлены в документах фонда;
- внутренняя оценка активов и обязательств для целей управления фондом;
- внешняя оценка активов и обязательств для участников пенсионной схемы и других заинтересованных лиц.

Как правило, эти функции выполняются различными лицами во избежание конфликта интересов. Результатом внутреннего или внешнего актуарного оценивания является актуарное заключение.